# اعتلال برودي العضلي
اعتلال برودي العضلي (بي دي) هو اضطراب نادر يصيب وظائف العضلات الهيكلية. صنفه لأول مرة الطبيب إروين أ. برودي في المركز الطبي لجامعة ديوك في عام 1969. يعاني الأشخاص المصابون بهذا الاضطراب من صعوبة استرخاء عضلاتهم بعد التمرين. تسبب هذه الصعوبة أعراضًا تشمل الشد العضلي والجساءة وعدم الراحة في عضلات الوجه والأطراف. تزيد التمارين الرياضية من حدة الأعراض وتتفاقم شدتها بشكل شائع خلال مرحلة البلوغ.

## سببه
معظم حالات «بي دي» وراثية، تنتقل عبر طفرات صبغية جسدية متنحية في إيه تي بّي-2 إيه-1، إذ تحمل كل نسخة من جينات المصاب طفرة. يشفر الجين المسؤول عن «بي دي» أتباز (أدينوزين تراي فوسفات) العضلات الهيكلية سريعة النفضان، «SERAC1». يُعد «إس إي آر إيه سي 1» مضخة بروتين تستخدم «إيه تي بي» لضخ أيونات Ca2+ من العصارة الخلوية إلى الشبكة الإندوبلازمية العضلية في العضلة الهيكلية. لدى الأشخاص الذين يعانون من «بي دي»، تفشل مضخات «إس إي آر إيه سي 1» في نقل Ca2+ بفعالية عبر غشاء الخلية، ما يسبب ارتفاع مستويات Ca2+ الهيولية. تعيق هذه المستويات العالية من Ca2+ الهيولية عملية الانقباض العضلي، ما يؤدي إلى ظهور الأعراض المميزة لاعتلال برودي.
في بعض حالات «بي دي»، لا تُلاحظ أية طفرات في إيه تي بّي-2 إيه-1. يتميز انتقال المرض في «بي دي» غير المرتبط بإيه تي بّي-2 إيه-1 بنمط وراثة صبغي جسدي سائد. وفقًا لهذه الحالات، من المرجح أن يبدي سبب المرض تغايرية جينية، ما يعني ارتباط المرض مع طفرات في مواقع أخرى من الجينوم (على الرغم من عدم تحديد أي موضع آخر في تطور «بي دي» حتى الآن).

## تشخيصه
يبدأ تشخيص «بي دي» من خلال تقييم الشخص سريريًا بهدف إيجاد أعراض مميزة للشد العضلي والجساءة في العضلات بعد التمرين. توجد بعض التقنيات المستخدمة في تأكيد تشخيص «بي دي».
قد يُستخدم تحليل الدم من أجل قياس كيناز كرياتين المصل، الذي يتراوح ما بين الطبيعي والمرتفع قليلًا لدى مرضى «بي دي». تستُخدم خزع العضلات الهيكلية لفحص الألياف العضلية. غالبًا ما تظهر الخزع لدى مرضى «بي دي» تفاوتًا في حجم الألياف العضلية، وأليافًا عضلية ضامرة سريعة النفضان وزيادة في عدد النوى. يمكن استخدام تخطيط العضل الكهربائي (إي إم جي) في التشخيص بهدف استبعاد تأتر العضل، أو الجساءة العضلية التي يرصدها «إي إم جي». يعاني مرضى «بي دي» من عضلات جاسئة إلا أنهم يظهرون نتائج «إي إم جي» طبيعية (تأتر عضل كاذب)، إذ لا توجد أية أذية متعلقة بالتأتر العضلي. قد يُستخدم الفحص الجيني أيضًا في تشخيص «بي دي» بهدف رصد أية طفرات في إيه تي بّي-2 إيه-1. نظرًا إلى ارتباط عدد قليل فقط من أشكال المرض مع إيه تي بّي-2 إيه-1، لا تساعد نتائج الفحص الجيني دائمًا في تأكيد تشخيص «بي دي»، لكنها مفيدة في استبعاد الاضطرابات المشابهة الأخرى.

## علاجه
لا يوجد علاج لاضطراب «بي دي»، لكن تتوفر خيارات علاجية من أجل تدبير أعراض «بي دي» السلبية. يُستخدم كل من دواءي الدانترولين والفيراباميل في علاج «بي دي» نظرًا إلى تأثيرهما على Ca2+. يُعتبر الدانترولين مرخيًا عضليًا، إذ ينقص من أعراض «بي دي» عبر تثبيط قنوات تحرير Ca2+ في الشبكة الإندوبلازمية العضلية، بينما يحبس الفيراباميل Ca2+ في الشبكة الإندوبلازمية العضلية للخلايا العضلية، إذ يعمل كمحصر لقنوات Ca2+.
تتلخص آلية عمل هذين الدواءين في الحد من كمية Ca2+ المتحررة من الشبكة الإندوبلازمية العضلية. عند تنبيه العضلة، تتحرر Ca2+ من الشبكة الإندوبلازمية العضلية إلى الهيولى، حيث ترتبط مع بروتين يُدعى تروبونين. يؤدي هذا الحدث إلى تراكب الألياف العضلية، ما ينتج الانقباض العضلي. في «بي دي»، ترتفع مستويات Ca2+ في الهيولى، ما يسهل ارتباط Ca2+ مع التروبونين، إذ يسبب هذا بدوره حالة مديدة من الانقباض العضلي.